# منزل حرب

منزل حرب هي إحدى قرى ولاية المنستير بالجمهورية التونسية، وتبعد عن مركز الولاية ب12 كلم. وتوجد بها بعض المعامل مثل البلاستيك والطباعة...
1. ↑  "المناطق الترابية (العمادات) حسب الولايات والمعتمديات". اطلع عليه بتاريخ 2024-11-30.